# Portomarín
Portomarín (španělsky Puertomarín) je město ve španělské Galicii, na Svatojakubské cestě, asi 85 km východně od Santiago de Compostela. Administrativně spadá pod Provincii Lugo a jako město má 1 471 obyvatel.
Původní vesnice se rozvíjela okolo starého římského mostu přes řeku Minho. Poprvé je připomínána k roku 792 pod názvem Portumarini. Protože zde stál daleko široko jediný most přes řeku Rio Minho, vedla tudy důležitá "francouzská" poutnická trasa do Compostely a význam i bohatství obce silně vzrostlo. Na počátku 20. století získala městský charakter. Leží na obou březích řeky a je obklopena vinicemi. Počet obyvatel obce v posledních desítkách let klesá. V roce 1910 zde žilo přes pět tisíc obyvatel, v roce 1971 se podle tehdejšího sčítání lidu toto číslo propadlo pod 3000, v roce 2009 klesl pod 2000. Roku 2019 bylo napočítáno 1471 obyvatel.
Město leží na obou březích řeky Río Minho, která je u Portomarína od roku 1962 zahrazena a vytváří tak umělé jezero. Kvůli vzestupu hladiny muselo být proto městečko přemístěno na vrchol hory Monte do Cristo. Historické budovy byly rozebrány a kámen po kameni znovu sestaveny na novém místě. Tak byl přesunut např. kostel sv. Mikuláše, sv. Petra, nebo dva historické paláce z 16., resp. 17. století. Obytné domy byly vystavěny nové. Pozůstatky římského mostu a starých domů bývají někdy vidět na dně řeky Minho při nízkém stavu vody.
Mezi pamětihodnosti Portomarínu patří kostel sv. Mikuláše (španělsky Siglesia de San Nicolas), který byl během napouštění přehrady přemístěn.